# Samana (god)

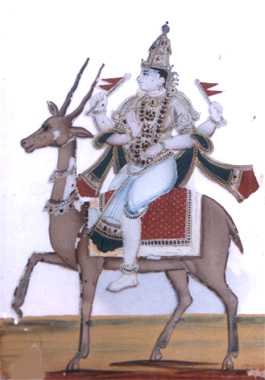
Vayu
Hoofdgod van de Wind

Samana is een van de vijf windgoden van de vooraanstaande God van de Wind, Vayu. De andere vier zijn: Prana, Apana, Udana en Vyana.
Binnen yoga is Samana een van de vijf vitale levensstromen, met een verwijzing naar dezelfde goden uit de hindoeïstische mythologie. Prana wordt ook als gelijkstelling van Vayu gebruikt, waarbij het alle vijf stromen samen vertegenwoordigt. Van deze stromen wordt geloofd dat ze worden opgewekt door het lichaam en alle biologische processen beheersen.
Samana bevindt zich ter hoogte van de maagstreek. Ze staat voor het behoud en de continue ronddraaiing van energie. Samana zou verantwoordelijk zijn voor de spijsvertering van voedsel, aanmaak en herstel van lichaamscellen en groei van de mens. Aura's zouden de projecties zijn van deze stroom. Aura's zouden te zien zijn bij iedereen die mediteert en yogi's die speciaal op de samana oefenen, zouden naar behoefte een vlammende aura op kunnen roepen.